# 亞當斯站 (加利福尼亞州)
亞當斯站（英語：Adams Station）是位於美國加利福尼亞州德爾諾特縣的一個非建制地區。該地的面積和人口皆未知。

## 地理
亞當斯站的座標為41°50′33″N 123°59′33″W / 41.84250°N 123.99250°W，而該地的平均海拔高度為103米（即338英尺）。